# Toleranzkirche (Vraclávek)

Vraclávek, Toleranzkirche mit Schule

Die Toleranzkirche war ein evangelisches Kirchenbauwerk in Vraclávek (deutsch Klein Bressel), einem Ortsteil der Gemeinde Hošťálkovy (Gotschdorf) im Okres Bruntál in Tschechien.

## Geschichte
Während der Reformation hatte sich die Bevölkerung unter dem Schutz ihres Grundherrn, Jaroslaw von Skrbensky, dem Luthertum angeschlossen, um auch über die Zeit der um 1670 von dem Landeshauptmann von Schlesien, Karl Eusebius von Liechtenstein, durchgesetzten Gegenreformation in Form des Geheimprotestantismus zu überleben. Erst nach dem 1781 von Joseph II. erlassenen Toleranzpatent, als den Protestanten wieder das Recht auf eigene Religionsausübung zugestanden wurde, erhielt Klein-Bressel in den Jahren 1828–1831 als Filiale der Evangelischen Kirchgemeinde Hillersdorf ein von Karl Traugott Gabriel Skrbenský finanziertes eigenes Bethaus, zu dem am 21. Juli 1828 der Grundstein gelegt wurde. Die Einweihung erfolgte am 18. September 1831 durch den evangelischen Pfarrer von Gotschdorf, Gustav Klapsa. Anstelle des zunächst neben dem Bethaus aufgestellten hölzernen Glockenturms wurde 1886 ein steinerner Kirchturm erbaut.
Seit 1945 leerstehend, wurde die Kirche 1986 bis auf die unteren Abschnitte ihrer seitlichen Umfassungsmauern abgebrochen und zu einer Lagerhalle umgebaut.

## Architektur
Die Toleranzkirche stellte einen klassizistischen Saalbau mit Apsis und einem vorgesetzten Turmbau in Formen des Rundbogenstils dar. Die straßenseitige Längsfassade war durch einen Eingangsrisalit mit Dreiecksgiebelaufsatz artikuliert, der Kirchenraum war durch seine Emporeneinbauten geprägt.